# Ein neuer Tag
Ein neuer Tag è il secondo album in studio del gruppo pop rock tedesco Juli, pubblicato nel 2006.

## Tracce
1. Dieses Leben – 4:34
2. Du nimmst mir die Sicht – 3:19
3. Bist du das – 4:23
4. Zerrissen – 3:23
5. Ein neuer Tag – 2:49
6. Wer von euch – 4:43
7. Wir beide – 2:59
8. Egal wohin – 3:56
9. Das gute Gefühl – 3:11
10. Am besten sein – 3:13
11. Wenn du mich lässt – 3:33
12. Ein Gruß/Interlude – 14:54

## Formazione
- Eva Briegel – voce
- Sebastian John – trombone
- Philipp Kacza – tromba
- Roland Peil – percussioni
- Jonas Pfetzing – chitarra
- Marcel Römer – batteria
- Simon Triebel – chitarra